# Belonogaster mandraka
Belonogaster mandraka är en getingart som beskrevs av Hensen och Blommers 1987. Belonogaster mandraka ingår i släktet Belonogaster och familjen getingar. Inga underarter finns listade.